# Joseph Lobdell
Joseph Israel Lobdell (2 de diciembre de 1829 - 28 de mayo de 1912; nacido Lucy Ann Lobdell) fue una persona del siglo XIX a quien se le asignó el género femenino al nacer y vivió como hombre durante sesenta años, y generalmente se lo considera hoy como un hombre transgénero. Un artículo del New York Times de 1877 se refirió a la vida de Lobdell como "una de las historias familiares más singulares jamás registradas". El escritor William Klaber escribió una novela histórica, La rebelión de la señorita Lucy Ann Lobdell, que se basó en la vida de Lobdell. Un artículo de 1883 escrito por PM Wise, en el que se describía a Lobdell como una "lesbiana", fue el primer uso de esa palabra en una publicación estadounidense. 

## Vida

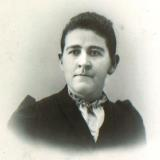
Joseph Lobdell en años posteriores

Joseph Lobdell nació el 2 de diciembre de 1829 en una familia de clase trabajadora que vivía en Westerlo, condado de Albany, Nueva York. Lobdell se casó con George Washington Slater, quien, según se dice, abusaba mentalmente de Lobdell y le abandonó poco después del nacimiento de su hija, Helen. Lobdell era conocido por su puntería y le apodaban "El cazador del condado de Delaware". Escribió unas memorias sobre sus aventuras de caza, su desastroso matrimonio y sus sentimientos sobre Dios, que terminan con una petición de igualdad de oportunidades para las mujeres en el empleo. También era conocido por ser un consumado violinista y abrió una escuela de canto durante un tiempo. Mientras trabajaba en la escuela de canto, se comprometió con una joven. Un rival por su afecto se enteró de que a Lobdell le habían asignado un sexo femenino al nacer y amenazó con cubrirlo de brea y plumas. El prometido de Lobdell le advirtió y él escapó. Lobdell recibió una pensión de la Guerra Civil cuando Slater murió en la guerra. Lobdell ingresó en la Casa de Pobres del Condado de Delhi, Nueva York, en 1860, donde conoció a Marie Louise Perry. Perry era una mujer pobre pero bien educada, cuyo marido la abandonó poco después de fugarse. Más tarde se casó con Perry en 1861 en el condado de Wayne, Pensilvania. Pasaron años vagando por los bosques junto con su mascota, el oso, viviendo en una pobreza nómada, sobreviviendo de la caza, la recolección y la caridad. Luego fueron arrestados por vagancia y enviados a la cárcel de Stroudsburg, donde "se descubrió que el supuesto hombre era una mujer". Más tarde, Joseph fue arrestado nuevamente por vestir ropa masculina. Marie escribió una carta usando un palo y tinta de pokeberry rogando a la cárcel que liberara a su marido.
En 1879, Lobdell fue llevado al manicomio Willard en Ovid, Nueva York. Mientras estuvo en el asilo, Lobdell se convirtió en paciente del Dr. PM Wise, quien publicó un breve artículo, "Un caso de perversión sexual", en el que el médico señaló que Lobdell dijo que "se consideraba un hombre en todo lo que el nombre implica". Los periódicos publicaron dos obituarios prematuros sobre él, primero en 1879 y luego en 1885. Se presume que murió el 28 de mayo de 1912.